# Terra di Buck
(J.R.R. Tolkien, Il Signore degli Anelli, La Compagnia dell'Anello, capitolo V "Una congiura smascherata")
La Terra di Buck (Buckland nell'originale inglese) è un territorio situato nella Contea, appartenente al mondo Arda nato dalla fantasia di J. R. R. Tolkien. La Terra di Buck è abitata da Hobbit ed è posta poco ad est del Decumano est ed il suo capoluogo è Buckburgo.

## Geografia fisica
La Terra di Buck è posta oltre il fiume Brandivino (Baranduin in elfico) ed è sovrastata dal Colle di Buck  e delimitata dalla Frattalta, un'alta Siepe che stabilisce la fine della Contea: essa è sita nell'Eriador, nel nord-est della Terra di Mezzo, appartenente al mondo Arda nell'universo Eä. Ad est della Terra di Buck si trova la Vecchia Foresta, i Tumulilande e la casa di Tom Bombadil e di sua moglie Baccador.

## Geografia politica
Fondata nel XXIV secolo della Terza Era in un primo momento era una regione autonoma, ma nei primi anni della Quarta Era fu annessa alla Contea. 
Gorhendad Vecchiobecco fu il primo abitante della Terra di Buck e capostipite di una grande famiglia, che rinominò Brandibuck.
La Terra di Buck è compresa nella Contea, anche se governata dal "Signore della Villa", il capo della famiglia Brandibuck, riconosciuto nei vari villaggi del territorio. Alla fine della Guerra dell'Anello la Terra di Buck e il resto della Contea divennero parte del Regno di Gondor. Sotto Re Elessar, il Signore di Buck divenne Meriadoc Brandibuck, compagno di avventure di Frodo. Nella Villa Brandy, dimora della famiglia Brandibuck, sono conservati manoscritti antichi molto preziosi, tra cui alberi genealogici e l'Erborista della Contea, scritto da Meriadoc riguardante l'erba-pipa.
La Terra di Buck è collegata al resto della Contea tramite il Ponte sul Brandivino ed il suo traghetto e la Grande Via Est.

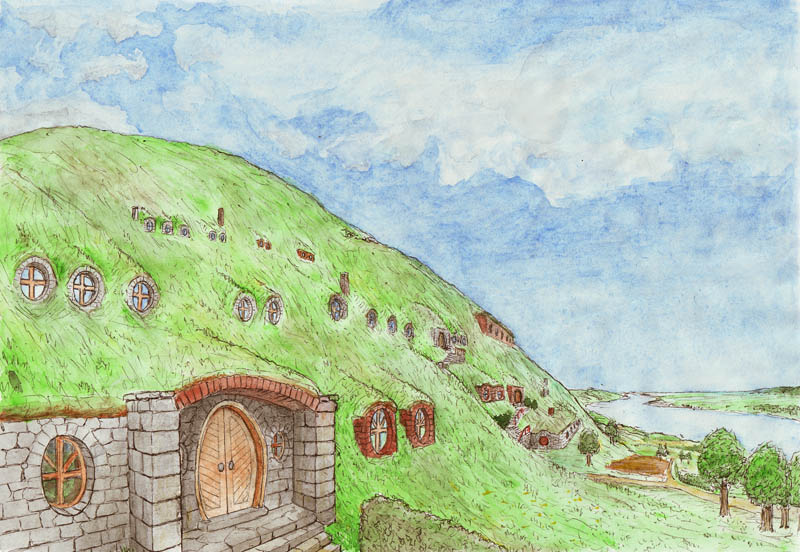
Villa Brandy.

## La Terra di Buck nella Compagnia dell'Anello
A causa della frenesia della vita a Villa Brandy (dove vivevano circa un centinaio di persone discendenti da Gorthendad Vecchiobecco) alcuni Brandibuck andarono ad abitare in un'abitazione a Crifosso (nella campagna di Buckburgo) che poi nella Compagnia dell'Anello verrà acquistata da Frodo, anche se egli vi rimarrà solo una notte poiché il suo piano prevedeva di partire immediatamente per Brea.
Nella casa di Crifosso Pipino Tuc e Merry Brandibuck svelano di voler seguire Frodo e Sam nel loro viaggio verso Gran Burrone.